# Hisaši Kurosaki
Hisaši Kurosaki (japonsko 黒崎 久志), japonski nogometaš in trener, 8. maj 1968.
Za japonsko reprezentanco je odigral 24 uradnih tekem.